# Plzeňský Prazdroj
Plzeňský Prazdroj a.s. (Pilsner Urquell brouwerij) is een Tsjechische brouwerij te Plzeň.

## Geschiedenis
Omdat het bier in Pilsen aan het begin van de 19e eeuw van zeer slechte kwaliteit was, besloten de inwoners van de stad die een brouwvergunning hadden, een nieuwe brouwerij te bouwen. Deze brouwerij kreeg de naam Bürgerbrauerei. In de lente van 1842 werd de Beierse brouwer Josef Groll als eerste brouwmeester aangesteld. In 1898 werd het handelsmerk Pilsner Urquell opgericht. Na de Eerste Wereldoorlog en het uiteenvallen van de Donau-monarchie ontstond Tsjecho-Slowakije en kregen alle steden, firma’s en producten Tsjechische namen. De brouwerij heette voortaan Měšťanský pivovar. Na de Tweede Wereldoorlog werd de brouwerij genationaliseerd door de communisten. De twee brouwerijen in Pilsen Měšťansky pivovar en Plzeňské akciové pivovary werden samengevoegd onder de naam Plzeňské pivovary (Pilsen brouwerijen). Na de val van het communisme einde 1989 werd de brouwerij terug geprivatiseerd en in 1994 vernoemd naar hun bekendste bier Plzeňský Prazdroj (Pilsner Urquell). In 1999 fuseerde de brouwerij met Pivovar Radegast a.s. en Pivovar Velké Popovice a. s. en kwam in handen van de South African Breweries (het huidige SABMiller). In december 2016 werden de Oost-Europese activiteiten van AB InBev (inmiddels gefuseerd met SABMiller) overgenomen door de Japanse Asahi Group Holdings voor een bedrag van 7,3 miljard euro, waaronder de merken als Tyskie, Lech (Polen), Pilsner Urquell, Ursus (Roemenië) en Dreher (Hongarije).

## Bieren
- Pilsner Urquell
- Master
- Primus
- Fénix, tarwebier – 4,7%

## Softdrinks
- Frisco (laagalcoholische drank met toevoeging fruitsappen) Apple & Lemon, Cranberry, Black Currant, Dry

## Externe links

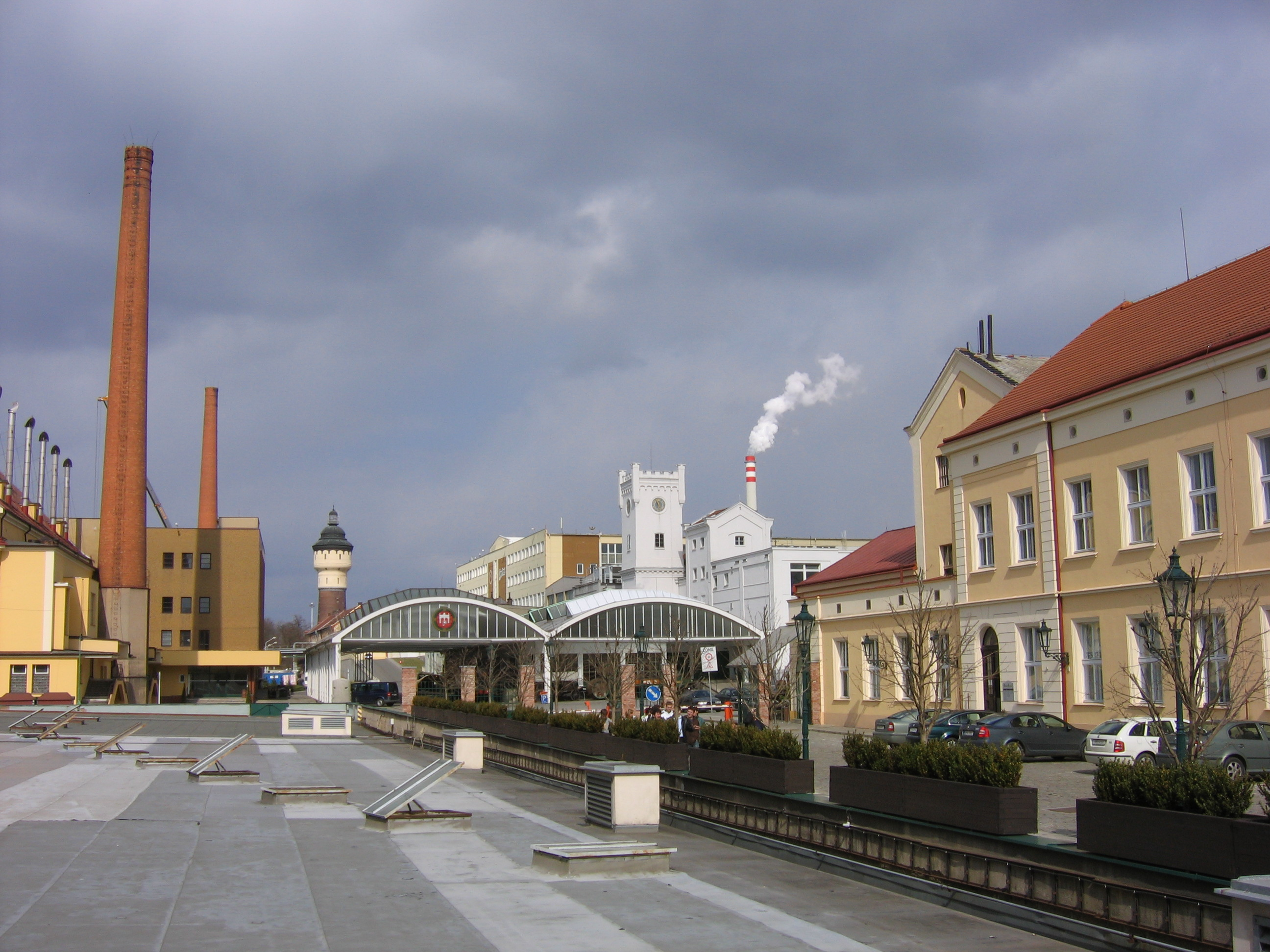
De brouwerij te Pilsen
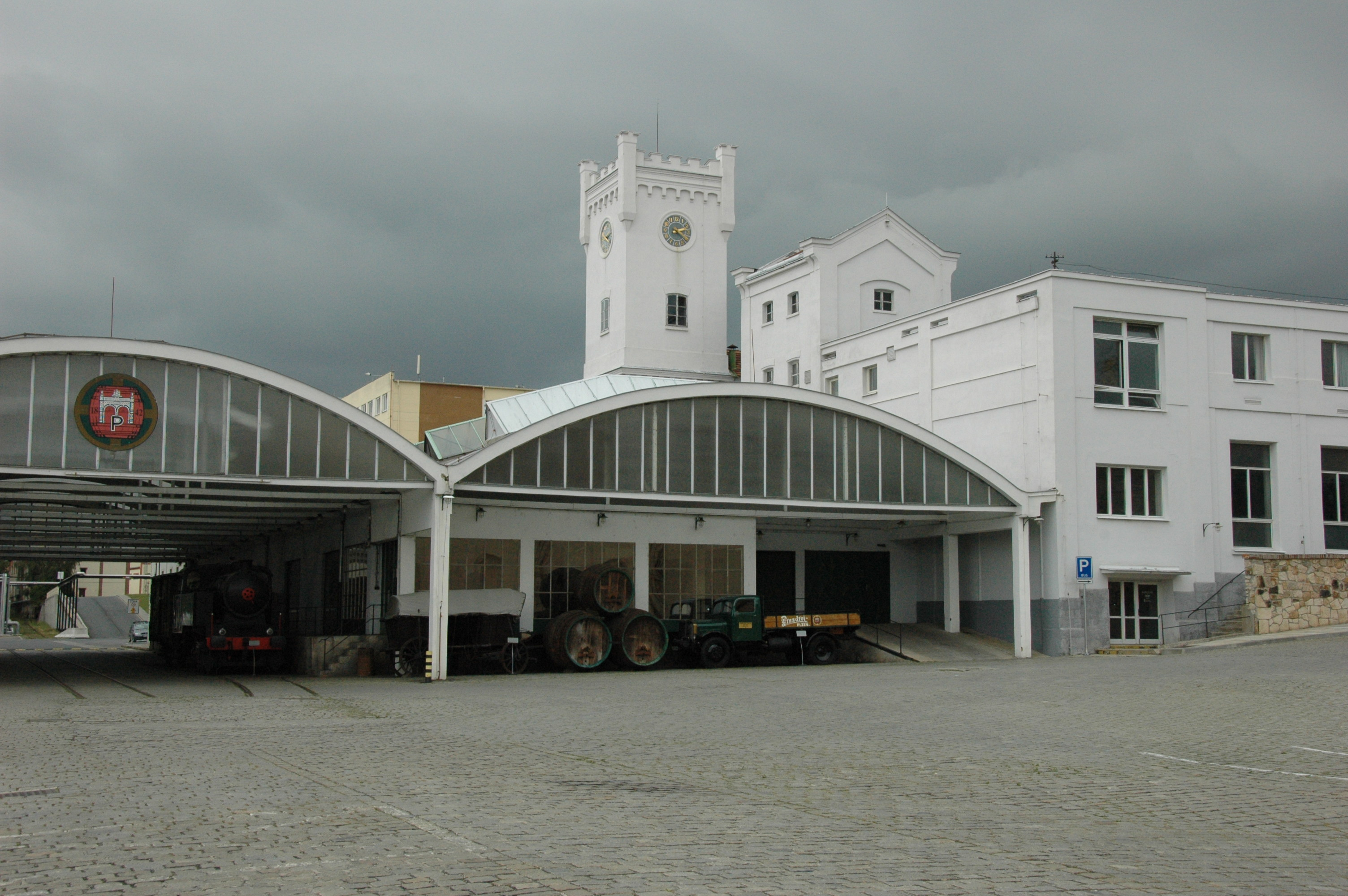
Deel van de fabriek
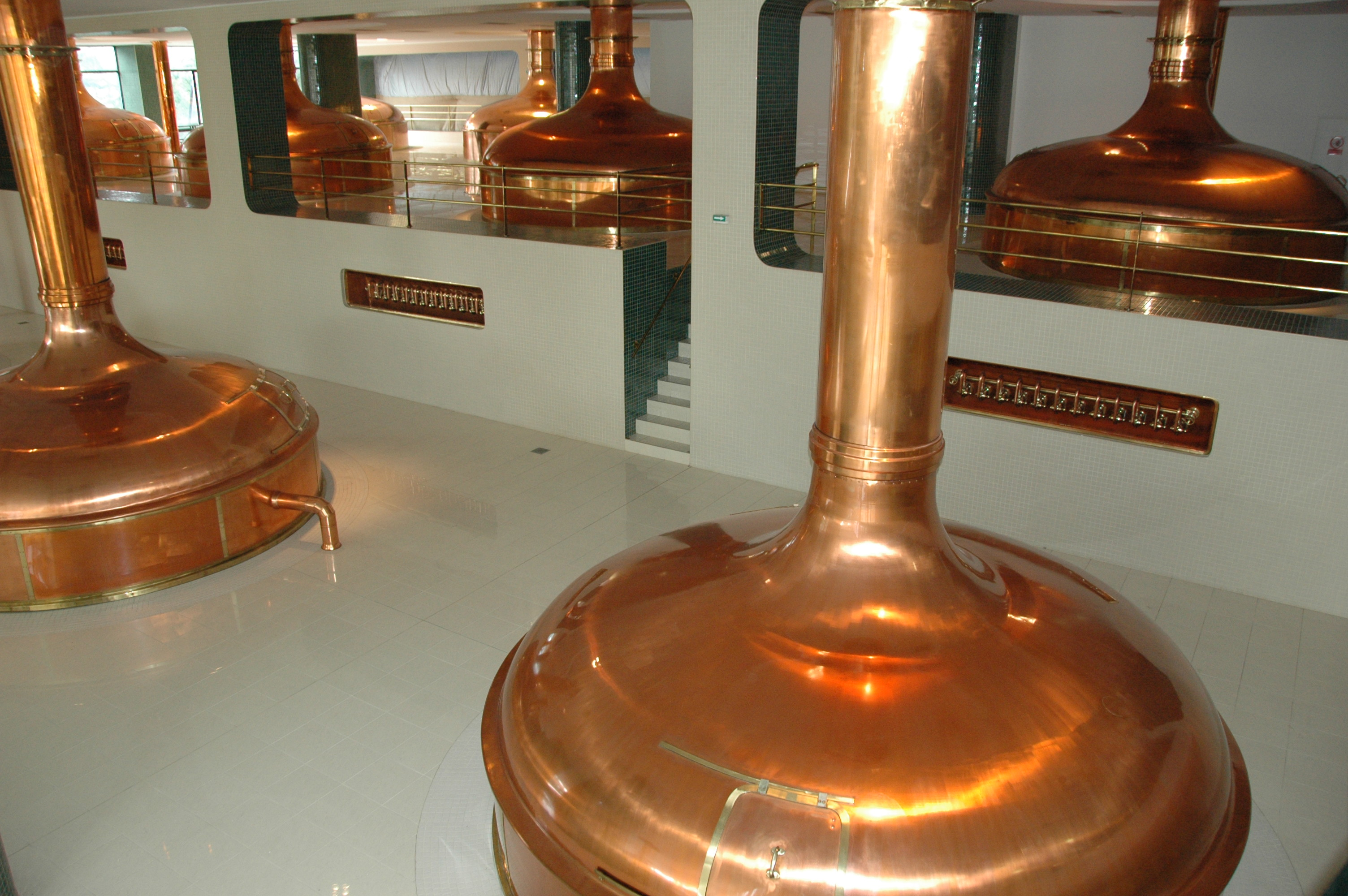
Nieuwe brouwzaal
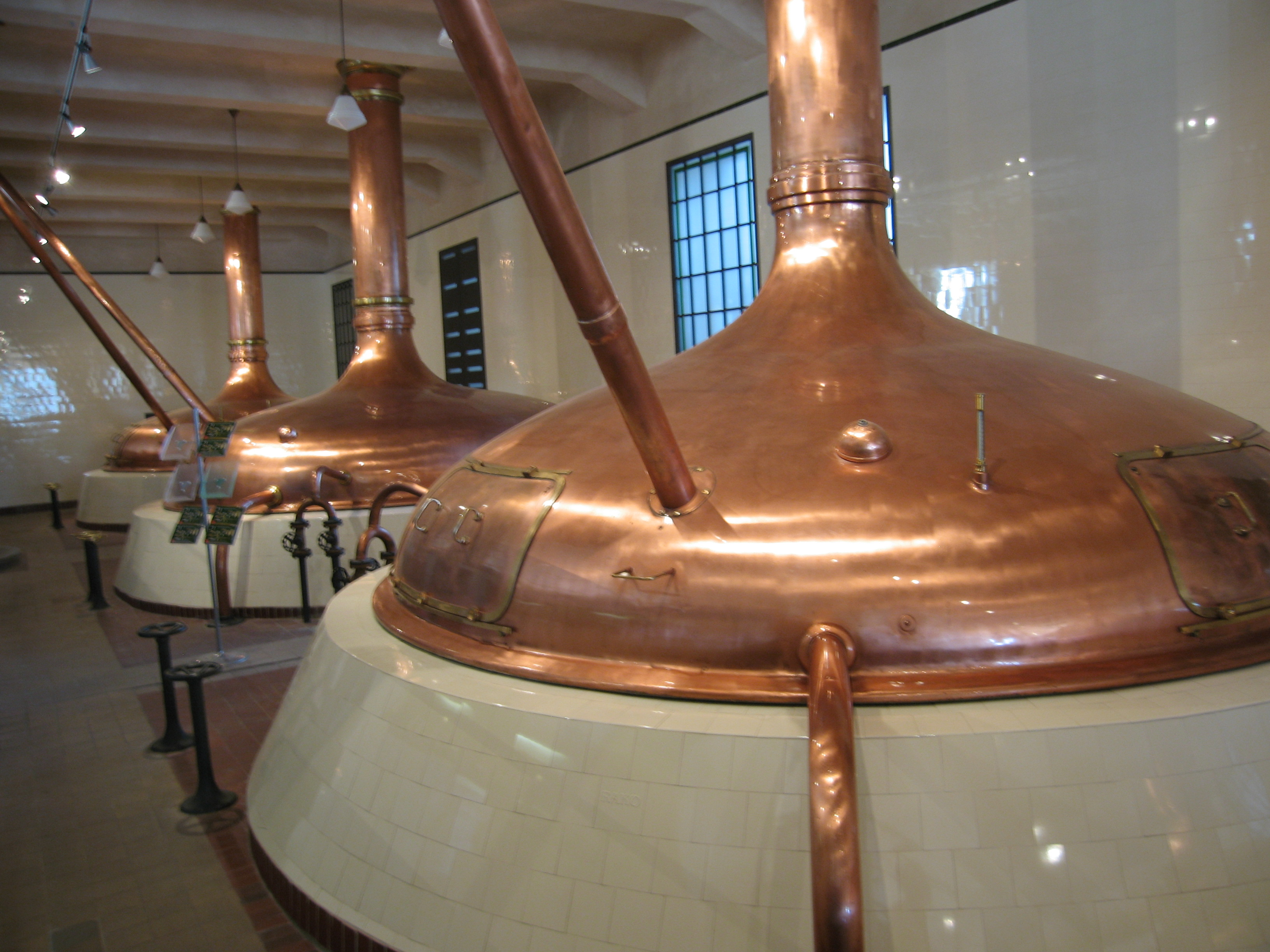
Oude brouwzaal
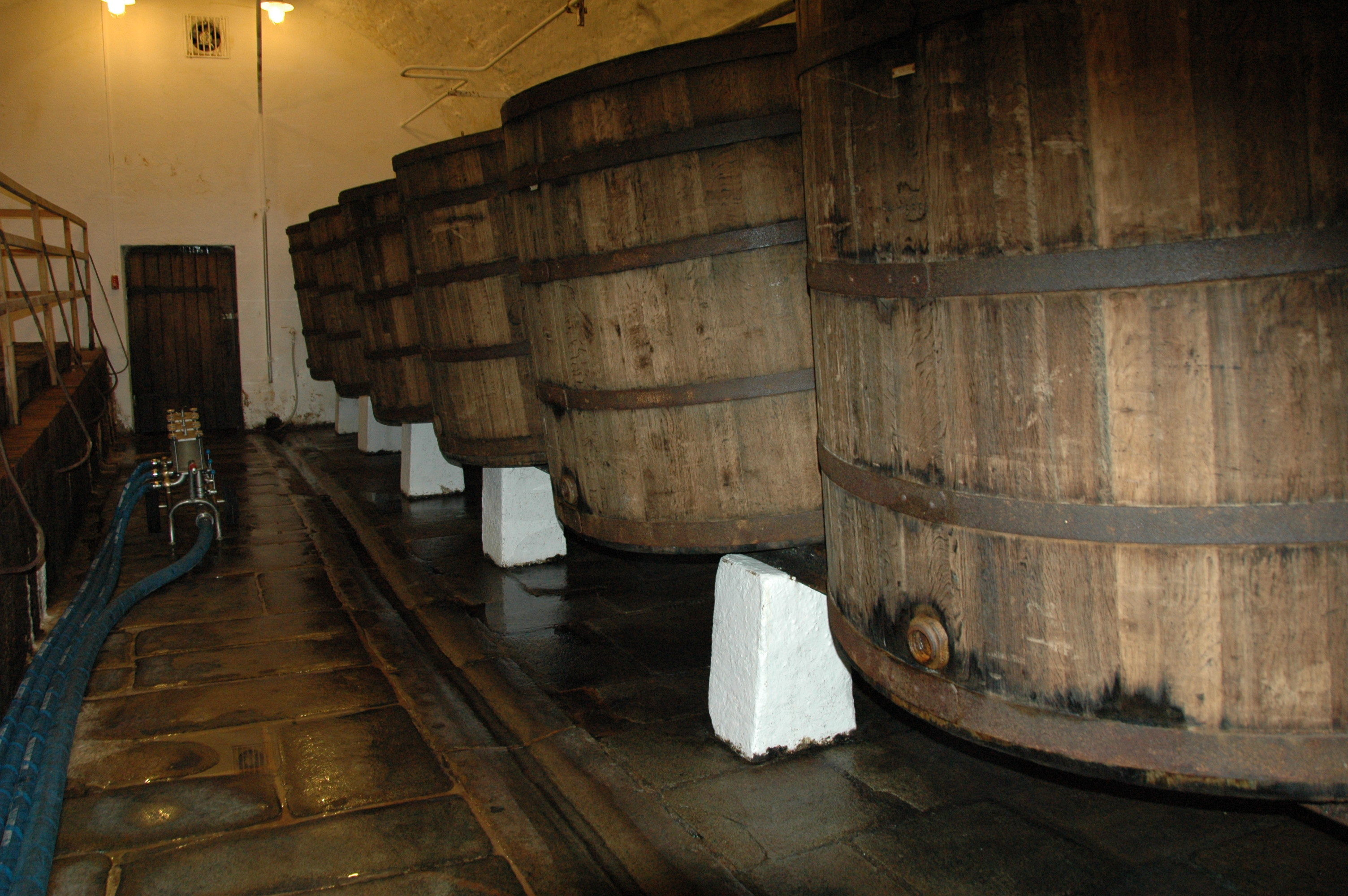
Een van de gangen in de kelder